# ネス郡 (カンザス州)
ネス群 (Ness County、標準省略：NS) は、アメリカ合衆国カンザス州に位置する郡である。2000年現在、人口は3,454人である。最大都市及び郡庁所在地はネスシティである。

## 地理
アメリカ合衆国統計局によると、この郡は総面積2,784 km2 (1,075 mi2) である。このうち2,784 km2 (1,075 mi2) が陸地で1 km2 (0 mi2) が水域である。総面積の0.02%が水域となっている。

### 隣接する郡
- トレゴ郡（北）
- エリス郡（北東）
- ラッシュ郡（東）
- ポーニー郡（南東）
- ホッジマン郡（南）
- フィニー郡（南西）
- レーン郡（西）
- ゴーヴ郡（北西）

## 人口動勢
2000年現在の国勢調査で、この都市は人口3,454人、1,516世帯、及び977家族が暮らしている。人口密度は1/km2 (3/mi2) である。1/km2 (2/mi2) の平均的な密度に1,835軒の住宅が建っている。この都市の人種的な構成は白人98.23%、アフリカン・アメリカン0.06%、先住民0.23%、アジア0.09%、太平洋諸島系0.00%、その他の人種0.49%、及び混血0.90%である。ここの人口の8.31%はヒスパニックまたはラテン系である。
この郡内の住民は22.90%が18歳未満の未成年、18歳以上24歳以下が4.60%、25歳以上44歳以下が24.00%、45歳以上64歳以下が24.20%、及び65歳以上が24.20%にわたっている。中央値年齢は44歳である。女性100人ごとに対して男性は98.50人である。18歳以上の女性100人ごとに対して男性は95.10人である。
この郡内の世帯ごとの平均的な収入は32,340米ドルであり、家族ごとの平均的な収入は39,775米ドルである。男性は27,892米ドルに対して女性は20,037米ドルの平均的な収入がある。この郡の一人当たりの収入 (per capita income) は17,787米ドルである。人口の8.70%及び家族の6.50%は貧困線以下である。全人口のうち18歳未満の9.50%及び65歳以上の10.20%は貧困線以下の生活を送っている。

## 都市及び町
- Bazine
- Brownell
- ネスシティ
- Ransom
- Utica

## 郡区
バートン郡は10の郡区に分かれている。この郡内部の都市は governmentally independent と見なされておらず、郡区向けのすべての外観はそれらの都市に含まれている。以下の表内の人口中心は、もしかなりの数ならば、郡区の人口総計を含む最大都市である。

## 教育

### 統一された学校区
- Nes Tre La Go 統一教育学区301号
- Smoky Hill 統一教育学区302号
- ネスシティ 統一教育学区303号
- Bazine 統一教育学区304号